# 颱風卡里 (1987年)
颱風卡里（英語：Typhoon Cary，菲律賓大氣地球物理和天文服務管理局：Ising）為1987年太平洋颱風季的熱帶氣旋之一。

## 影響

### 英屬香港[2]
當地懸掛最高風球信號： 一號戒備信號
| 長洲 · 34 km/h赤鱲角 · 41 km/h青衣 · 25 km/h啟德 · 38 km/h西貢 · 無數據沙田 · 16 km/h流浮山 · 30 km/h打鼓嶺 · 22 km/h 天文台測風網絡8個參考自動氣象站錄得之最高每小時平均風速。圖例： · 代表沒有數據（共1個氣象站） · 代表錄得強風以下風速（共6個氣象站） · 代表錄得強風（共1個氣象站） · 備註：此圖假設天文台已引入8個指定自動氣象站作指標。 |

天文台在8月19日晚上11時正懸掛一號戒備信號，當時卡里集結於香港之東南偏東約770公里。信號在8月21日中午除下，當時颱風集結於香港之西南偏南約700公里。天文台總部於8月21日清晨5時正錄得最低瞬時海平面氣壓1004.8百帕斯卡。卡里於同日晚上9時左右最接近香港，當時位於香港之西南約670公里。在戒備信號懸掛期間，初時吹輕微至和緩偏東風，稍後風勢清勁有時疾勁。8月19日天晴炎熱。翌日轉為多雲，有零散驟雨及雷暴。8月21日仍然多雲，只有局部地區性驟雨。

### 台灣
- 當地評定巔峰強度分級：（CWB）
- 當地評定最大持續風速：38每秒（74節；140每小時）（一分鐘）
- 當地發布之颱風警報：海上颱風警報

## 熱帶氣旋警告使用記錄

### 臺灣
| 中央氣象局 颱風警報 | 中央氣象局 颱風警報 | 中央氣象局 颱風警報 |
| ------------------- | ------------------- | ------------------- |
| 上一熱帶氣旋        | 海上颱風警報        | 下一熱帶氣旋        |
| 中度颱風亞力士      | 海上颱風警報        | 強烈颱風黛納        |